# Tony Estanguet
Tony Estanguet (Pau, 6 mei 1978) is een Franse kanovaarder. Hij werd meervoudig olympisch kampioen, meervoudig wereldkampioen en meervoudig Europees kampioen op het onderdeel kanoslalom. Hij nam in totaal viermaal deel aan de Olympische Spelen en won hierbij drie gouden medailles.

## Biografie
Tony Estanguet komt uit een wildwaterfamilie. Zijn oudste broer Patrice Estanguet won een bronzen medaille op de Olympische Zomerspelen 1996 in Atlanta in het onderdeel kanoslalom. Hij doet wedstrijden sinds midden jaren negentig. Hij won in 2000, 2004 en 2012 olympisch goud. Hij is hiermee de eerste Fransman die driemaal goud won in dezelfde olympisch discipline. Zijn overwinning in 2004 was controversieel omdat zijn naaste tegenstander Michal Martikán uit Slowakije een penalty kreeg van twee seconden waardoor hij slechts 12 honderdste van een seconde achter Estanguet eindigde. In 2008 nam hij ook deel aan de Olympische Spelen maar werd hij nog voor de finale uitgeschakeld. Hij won in totaal twaalf medailles op het WK waarvan vijfmaal goud (C-1: 2006, 2009, 2010; C-1 team: 2005, 2007), zesmaal zilver (C-1: 2003, 2005, 2007; C-1 team: 1997, 2003, 2009) en eenmaal brons (C-1 team: 1999). In 2003 en 2004 won hij het eindklassement van de wereldbekerwedstrijden. Hij won ook tien medailles op het EK waarvan 4 x goud, 3 x zilver en 3 x brons.
In 2008 was hij tijdens de openingsceremonie de vlaggendrager van Frankrijk. In 2012 werd hij verkozen tot de atletencommissie van Internationaal Olympisch Comité en werd er vice-voorzitter van op 1 augustus 2016.
Samen met zijn broer ontwikkelde hij de Pau-Pyrénées Whitewater Stadium in zijn geboortestad Pau.
Op 4 juli 2013 werd hij verkozen tot lid van het Internationaal Olympisch Comité, voor een mandaat van acht jaar. Samen met Guy Drut vertegenwoordigt hij Frankrijk in het comité. Hij is medevoorzitter van het comité dat de kandidatuur bevordert van Parijs om te worden aangeduid voor de organisatie in 2024 van de Olympische Spelen en de Paralympische Spelen.

## Titels
- Olympisch kampioen kanoslalom - 2000, 2004, 2012
- Wereldkampioen kanoslalom - 2006, 2009, 2010
- Europees kampioen kanoslalom - 2000, 2006, 2011
- Frans kampioen kanoslalom - 1997, 1999, 2000, 2003, 2004, 2005, 2006, 2007, 2009, 2012

## Palmares

### Olympische Spelen
- 2000:  Sydney
- 2004:  Athene
- 2012:  Londen

### WK
- 1999:  La Seu d'Urgell
- 2003:  Augsburg
- 2005:  Penrith
- 2006:  Praag
- 2007:  Foz do Igauçu
- 2009:  La Seu d'Urgell
- 2010:  Tacen

### EK
- 2000:  Mezzana
- 2001:  La Seu d'Urgell
- 2002:  Bratislava
- 2006:  L'Argentière-la-Bessée
- 2012:  Augsburg

1972: Reinhard Eiben ·
1992: Lukáš Pollert ·
1996: Michal Martikán ·
2000: Tony Estanguet ·
2004: Tony Estanguet ·
2008: Michal Martikán ·
2012: Tony Estanguet ·
2016: Denis Gargaud Chanut ·
2020: Benjamin Savšek ·
2024: Nicolas Gestin
- Bibliothèque nationale de France: cb16190080h (data)
- Gemeinsame Normdatei: 1219431907
- International Standard Name Identifier: 0000 0003 6429 8574
- Système universitaire de documentation: 155257994
- Virtual International Authority File: 227406512
- WorldCat: E39PBJxMmqy6qH4R7PHkyXVcT3